# Жеронимуш
Манастирът Жеронимуш (на португалски: Mosteiro dos Jerónimos) се намира в квартал Белем на Лисабон, той е най-грандиозният паметник на късноготическия мануелински стил на португалската архитектура.
Намира се под закрилата на ЮНЕСКО като паметник от световното културно наследство на човечеството.

## История
Идеята за създаването му е на Енрике Мореплавателя през 1450 г. Строителството започва при крал Мануел I Щастливи през 1501 г.
Манастирът е неразривно свързан с историята на Великите географски открития. Именно там Васко да Гама и спътниците му са прекарали в молитва нощта преди отплаването към Индия. Строителството е финансирано с парите, получени от препродажба на индийски стоки и подправки. Преустройства са извършвани 1502 – 1520 и 1550 – 1580 г., както и обновление през XIX век.

## Архитектура

### Западен портал
Въпреки че е с по-малки размери, в сравнение с южния портал, това е най-значимият портал на Жеронимуш заради своята украса и позицията си пред главния олтар. Западният портал е един добър пример за преход от готически стил към Ренесанса. порталът е завършен през 1517 година.
В тимпана има сцени от раждането на Христос: от ляво надясно: на Благовещение (ангелът казва на Мария, че тя ще роди); на Рождество (раждането на Христос); и на Богоявление (Поклонението на влъхвите). На всяка страна от портала са пълни със статуи, сред тях са статуи на крал Мануел I и кралица Мария Арагонска коленичили в ниши под пищно украсени балдахини, оградени от своите покровителите си: свети Йероним, съответно Свети Йоан Кръстител. Има украса с малки ангелчета, които държат гербовете на краля и кралицата. Ренесансовите елементи включват ангели в римски одежди, херувими.

### Южен портал
Това е украсеният страничен вход на манастира, проектиран от Хуан де Кастельо. Той се смята за един от най-значимите за времето си, макар да не е действителният главен вход на сградата. Порталът е голям, 32 метра (105 фута) висок и 12 метра (39 фута) широк, простиращ се на два етажа. Богато украсен като включва изобилие от фронтони и зъбери, с четиридесет изваяни фигури, застанали под балдахини в издълбани ниши, около статуята на Енрике Мореплавателя, стоящ на пиедестал между двете врати. В основата на портала са дванадесетте апостоли; също – сибили и пророци, които предсказват раждането на Христос.
Тимпанът е украсен на два реда над портала, с полурелеф са изобразени две сцени от живота на Свети Йероним: вляво, „Премахването на трън от лапата на лъв“ и от дясно, „Светецът в пустинята“. Връзка между тези сцени е гербът на Мануел I, докато архиволтите и тимпана са покрити с мануелински символи и елементи. Мадоната (Санта Мария де Белем) е на пиедестал в горната част на архиволта, увенчана от статуя на архангел Михаил, докато над портала има кръст на Орден на Христос. Порталът е хармонично, фланкиран от всяка страна с голям прозорец с богато украсени корнизи.
- Южен портал
- Южен портал
- Южен портал, Богородица с младенеца
- Южен портал, инфант Енрике

## Църква
Църквата има форма на латински кръст, съставен от три кораба на еднаква височина, покрити с обширен купол, поддържан от шест стълба. Куполът е без междини подпори, с ширина от 30 метра. Изобилието от орнаменти достига върха си на това огромно пространство.
В капелата вляво от трансепта е погребан кардиналът-крал Енрике I и децата на Мануел I; вдясно е гробът на крал Себащияу и потомците на крал Жуау III. В църквата се намират и гробницата Васко да Гама.
В откритите арки между двойките странични колони са гробовете на крал Мануел I и съпругата му Мария Арагонска, крал Жуау III и кралица Катерина Хабсбург. На главния олтар е изработен от художника Лоренцо де Салзедо със сцени от страстите Христови и даровете на влъхвите.
- интериор
- интериор
- гробът на крал Себащияу
- Capela-mor